# 20e pirate de l'air
Le  20e pirate de l'air est un terme utilisé par les journalistes pour désigner un éventuel 20e pirate de l'air d'Al-Qaïda lors des attentats du 11 septembre 2001. En effet, alors que les détournements des vols 11, 175 et 77 ont été réalisés par des équipes de cinq hommes, le vol United Airlines 93 l'a été par seulement quatre hommes, ce qui laisse supposer qu'un homme n'a pas participé directement aux attentats pour une raison inconnue mais qu'il les aurait planifiés.
Différents suspects ont été cités, notamment à cause de leur profil (leçons de pilotage) ou proximité avec les terroristes impliqués : Ramzi Bin al-Shibh, Mohammed al-Kahtani, Zacarias Moussaoui, Mushabib al-Hamlan (en), Zakariya Essabar (en), Ammar al-Baluchi (en), Walid ben Attash ou encore Khalid al Zahrani (en).